# Carlo Cecchi
Pour les articles homonymes, voir Cecchi.
Carlo Cecchi (né le 25 janvier 1939 à Florence) est un acteur italien.

## Filmographie partielle

### Cinéma
- 1938 : Il conte di Bréchard
- 1941 : Les Fiancés (I Promessi sposi)
- 1942 : Fra' Diavolo : Il sacerdoce al patibolo
- 1942 : Luisa Sanfelice
- 1943 : Due cuori fra le belve
- 1966 : À colin-maillard (A mosca cieca) de Romano Scavolini
- 1968 : La prova generale
- 1969 : Il gatto selvaggio
- 1969 : La sua giornata di gloria : Claude
- 1969 : Les Damnés de la Terre (I dannati della Terra) de Valentino Orsini : Ingardo
- 1971 : Le Mans : Paolo Scadenza
- 1992 : Zoloto
- 1992 : Corsica
- 1992 : Mort d'un mathématicien napolitain de Mario Martone : Renato Caccioppoli
- 1993 : La fin est connue (La fine è nota) de Cristina Comencini : il Cervello
- 1993 : La scorta : juge Michele de Francesco
- 1995 : Le Hussard sur le toit : Giuseppe
- 1996 : L'arcano incantatore de Pupi Avati : Arcano Incantatore
- 1996 : Beauté volée (Io ballo da sola) de Bernardo Bertolucci : Carlo Lisca
- 1997 : Hammam (Il bagno turco) : Oscar
- 1998 : Le Violon rouge : Nicolo Bussotti (Cremona)
- 1999 : Milonga : Personnage A
- 1999 : Appassionate : Padre
- 2001 : Un delitto impossibile : Piero
- 2001 : Luna rossa : Antonino
- 2003 : Tosca e altre due : Il Prologo
- 2006 : Arrivederci amore, ciao : Sante Brianese
- 2007 : Soie de Franck Girard
- 2013 : Miele de Valeria Golino : Monsieur Grimaldi
- 2019 : Martin Eden de Pietro Marcello

### Télévision
- 1985 : Feuerberg
- 1996 : L'uomo che ho ucciso
- 2003 : Il papa buono : Cardinal Mattia Carcano
- 2003 : Ultima pallottola : Vittorio Nobile
- 2004 : Renzo e Lucia : Cardinale Federigo Borromeo